# Úhorník mnohodílný
Úhorník mnohodílný (Descurainia sophia) je středně vysoká, jednoletá, žlutě kvetoucí plevelná rostlina téměř celosvětově rozšířená. Je to jediný druh rodu úhorník který v přírodě České republiky vyrůstá. V nedávné minulosti byl řazen do příbuzného rodu hulevník.

## Výskyt
Druh je původem z teplejších oblastí jižní Evropy a jihozápadní Asie. V současnosti roste, vyjma nejchladnějších míst, téměř v celé Evropě. Postupně se rozšířil také do Severní Afriky, na východ přes Střední Asii a Čínu až na Dálný východ a do Japonska. Zavlečen byl do Severní, Střední a Jižní Ameriky, Jižní Afriky, Austrálie, na Nový Zéland i Havajské ostrovy.
V České republice je tento zdomácnělý archeofyt považován za plevel který vyhledává hlavně kypré či sypké, vysychavé nebo jen občas vlhké, na živiny bohaté, mírně kyselé až alkalické půdy. Roste nejčastěji na polích, vinicích, úhorech, rumištích, kompostech, skládkách cukrovarských kalů, březích řek a okrajích cest i železničních tratí. Hojně je rozšířen v nížinatých teplejších oblastech státu, méně častý je ve středních polohách a jen ojediněle roste v chladných horských pásmech.

## Popis
Úhorník mnohodílný je jednoletá nebo ozimá, středně vysoká bylina s lodyhou dorůstající obvykle do výše 20 až 80 cm, ojediněle i více; roste z hlavního vřetenovitého kořene s tenkými postranními kořínky. Výška i rozvětvení lodyhy odvisí hlavně od úživnosti stanoviště, někdy bývá jednoduchá, jindy je rozvětvená v horní polovině nebo bohatě větvená již od báze, její větve jsou silně odstávající. Přímá, dutá, oblá lodyha bývá holá až našedle pýřitá, s hustými, krátkými, 2krát vidlicovitě rozvětvenými chlupy. Dolní, krátce řapíkaté listy jsou 12 až 14 cm dlouhé a 6 cm široké, peřenosečné, 2 až 3krát zpeřené a mají 6 až 8 párů úzce podlouhlých úkrojků. Střídavě vyrůstající lodyžní listy jsou přisedlé, rozměrově menší než spodní a směrem vzhůru se ještě zmenšují, čepele mají 1 až 2krát peřenosečné se 3 až 4 páry krátkých a tenkých úkrojků. Listy jsou porostlé krátkými jemnými chlupy což jím dodává typickou šedozelenou barvu. Přízemní listy jsou v období kvetení již někdy zaschlé.
Nevonící, poměrně malé, čtyřčetné, oboupohlavné květy na stopkách vyrůstají v mnohokvětých hroznovitých květenstvích které se při kvetení prodlužují a rozvolňují. Podlouhlé, často vztyčené, zelené kališní lístky jsou dlouhé 2,8 až 3,6 mm. Úzce elipsovité, s malým nehtíkem a na vrcholu zaokrouhlené až mělce vykrojené, světložluté korunní lístky jsou kratší než kališní, bývají dlouhé jen 1,8 až 2,9 mm. Šest čtyřmocných zelených tyčinek s tenkými nitkami nesoucími žluté prašníky ční z kalichu. Semeník s 20 až 40 vajíčky má krátkou čnělku s kulovitou, mělce 2laločnou bliznou. Rostlina obvykle kvete od května do července, ojediněle až do zimy.
Plody vyrůstající na šikmo odstálých tenkých stopkách, 8 až 15 mm dlouhých, jsou obloukovité nebo méně často přímé, jednožilné, mírně zaškrcované šešule. Bývají dlouhé 10 až 30 mm a široké 1 mm, jsou lysé nebo řídce pýřité. V šešuli je po 20 až 40 oválných, v jedné řadě uložených skořicově hnědých semen velkých do 1 mm která ve vlhku mírně slizovatí. Statná rostlina vytvoří i několik tisícovek semen.

## Rozmnožování
Tato jednoletá rostlina se rozmnožuje výhradně semeny jež jsou velmi lehká a po dozrání se jich většina vysype na půdu. Na delší vzdálenosti se mohou roznášet větrem, vodou tekoucí po povrchu půdy nebo nalepováním svým slizem na srst zvířat nebo kola strojů. Jsou po různě dlouhou dobu dormantní, v půdě si podržují životnost i pět let. Nejlépe vzchází z povrchu půdy, maximálně z hloubky 2 cm, ideální teplota je 10 až 12 °C; nejspolehlivěji klíčí po přezimování. Přestože mohou klíčit mimo zimu kdykoliv v průběhu roku, dost jich vzchází na podzim; tehdy vytvoří jen drobnou listovou růžici která přezimuje a lodyha s květy vyroste až na jaře.

## Význam
Svůj nepříznivý vliv na okolní rostliny prokazují především na jaře v ozimých plodinách jako jsou obilniny a řepka a také ve víceletých pícninách a některých zeleninách. Hodně se rozšiřuje se stoupající výměrou ozimé řepky ve které je jeho regulace problematickou a kde nejvíce škodí. Vyhovuje mu její časné setí i počáteční řídké zapojení porostů. Na jaře řepku přerůstá a v případě dostatku živin vytváří mohutné rostliny s vysokou produkci semen, jeho vysoké lodyhy ztěžují i strojní sklizeň. Je také hodně tolerantní vůči všem preemergentním (použitých před vzejitím kulturní plodiny) herbicidům v řepce užívaným. V současnosti úhorník mnohodílný ještě patří mezi plevele méně nebezpečné, avšak jeho škodlivost se s časem zvyšuje. Původní obyvatelé Sibiře jej používají jako léčivou rostlinu.
V léčitelství se používá kvetoucí nať (Herba sophii). V evropské medicíně byl úhorník zván „Sophia chirurgorum" neboli „moudrost ranhojičů" a patřil k nejslavnějším bylinám lékaře a alchymisty Paracelsa; ten sliboval, že touto rostlinou vyléčí každou ránu a každý vřed. Také pozdější autoři potvrdili, že usušenou a na prášek rozmletou natí lze zasypávat rány, hnisavé afekce, bércové vředy, mokvavé proleženiny i ekzémy. Droga udrží ránu v čistotě a pozvolna ji hojí. Na rány lze také přikládat kašovité obklady z natě. Vnitřně v nálevu má droga silný močopudný účinek.
Úhorník mnohodílný bývá někdy považován za rostlinu jedovatou. Nemá být užíván dlouhodobě a nesmí být podáván dětem, těhotným a kojícím ženám. Kontraindikací pro vnitřní užití je i těžší zánětlivé nebo vředové postižení jícnu, žaludku nebo dvanáctníku.

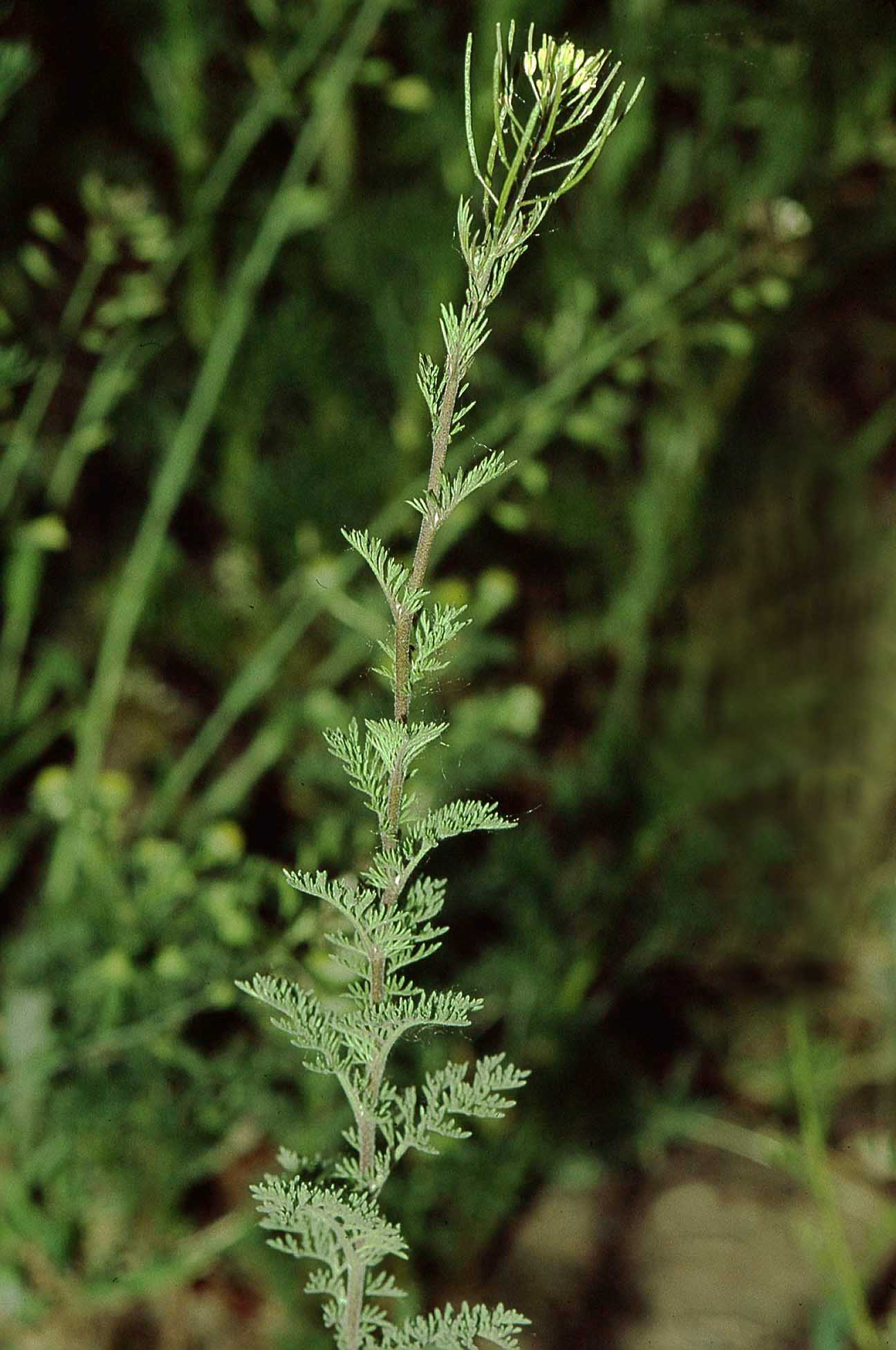
Nevětvená lodyha
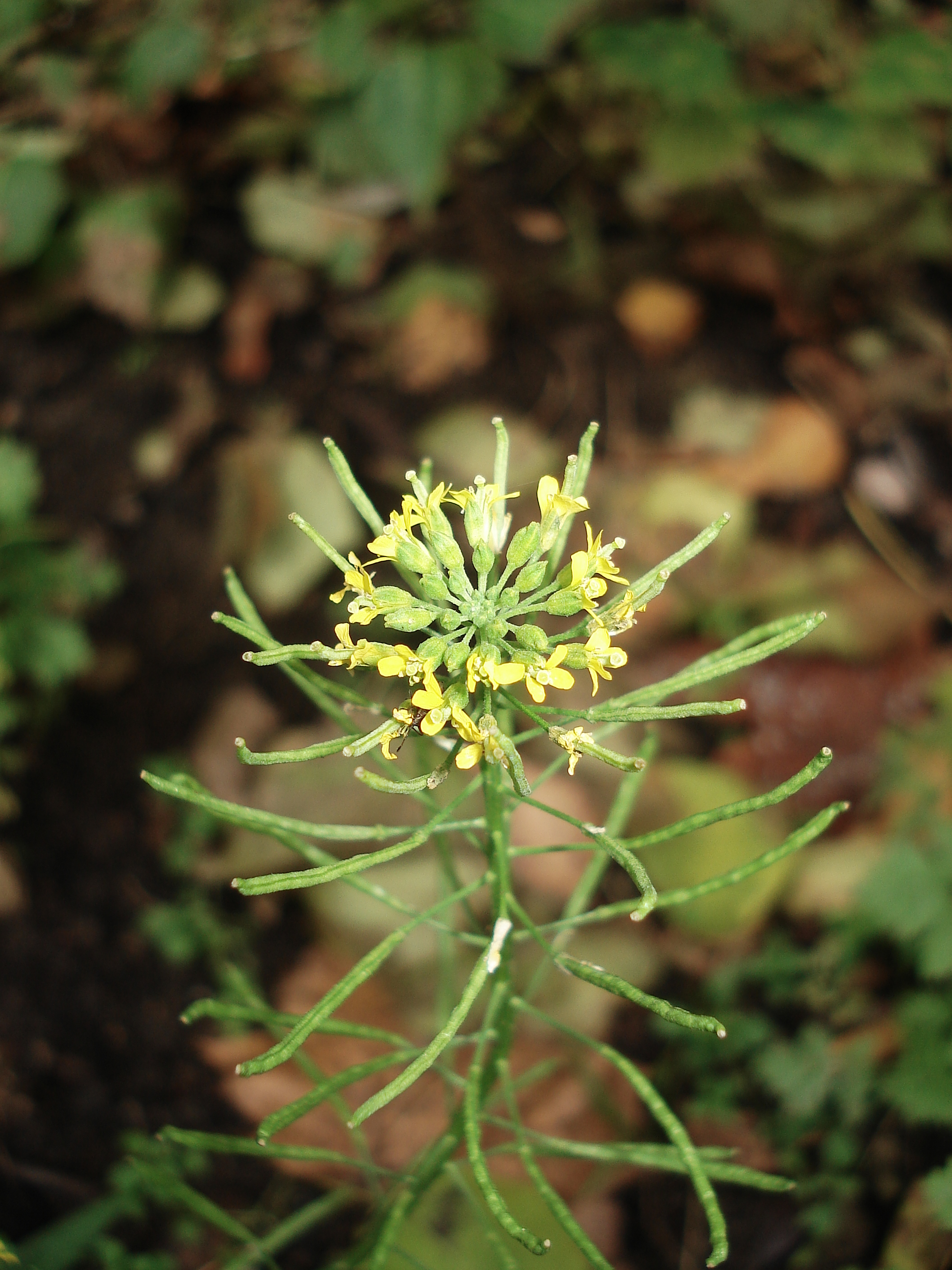
Květy a šešulky
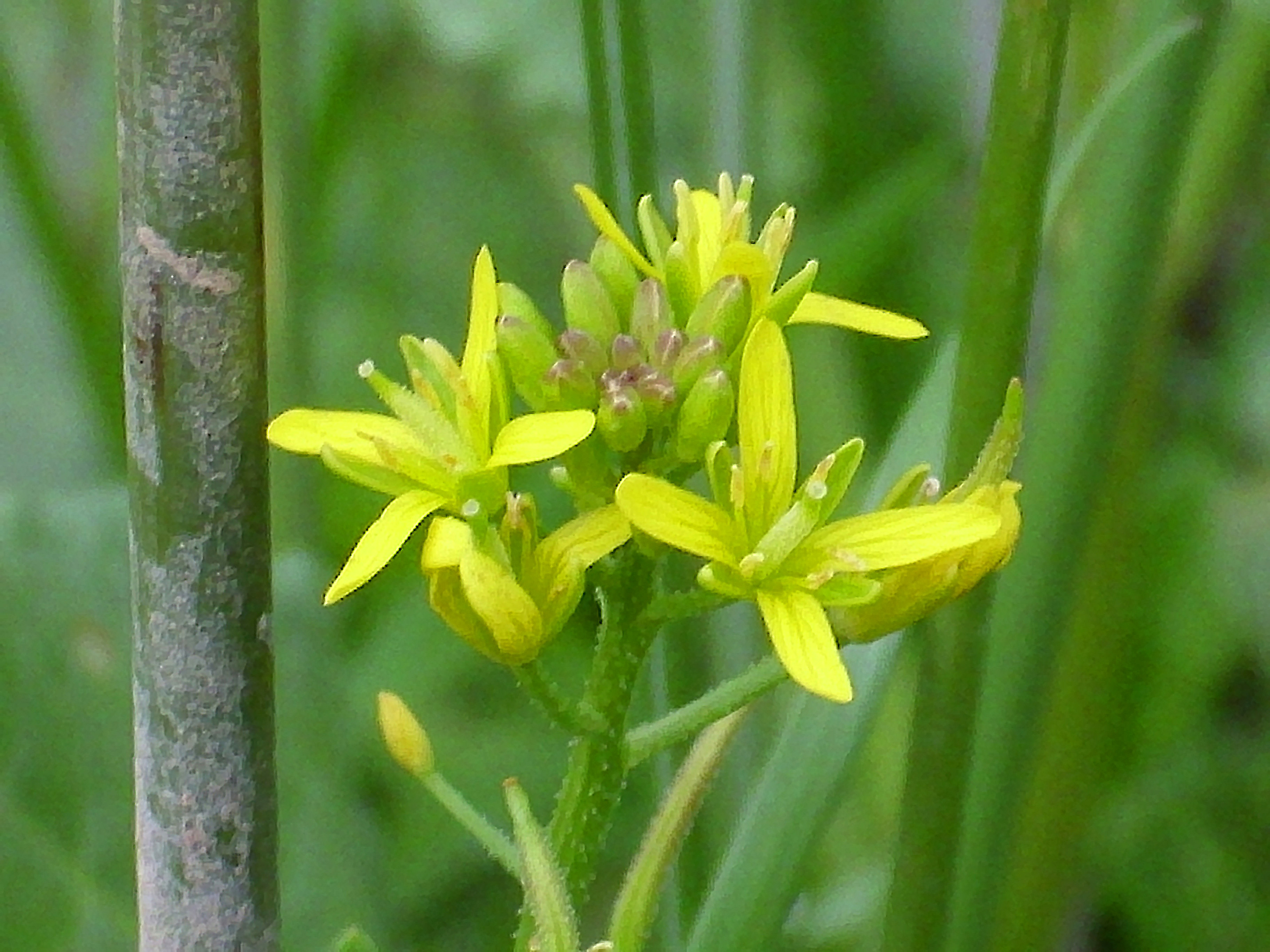
Květy
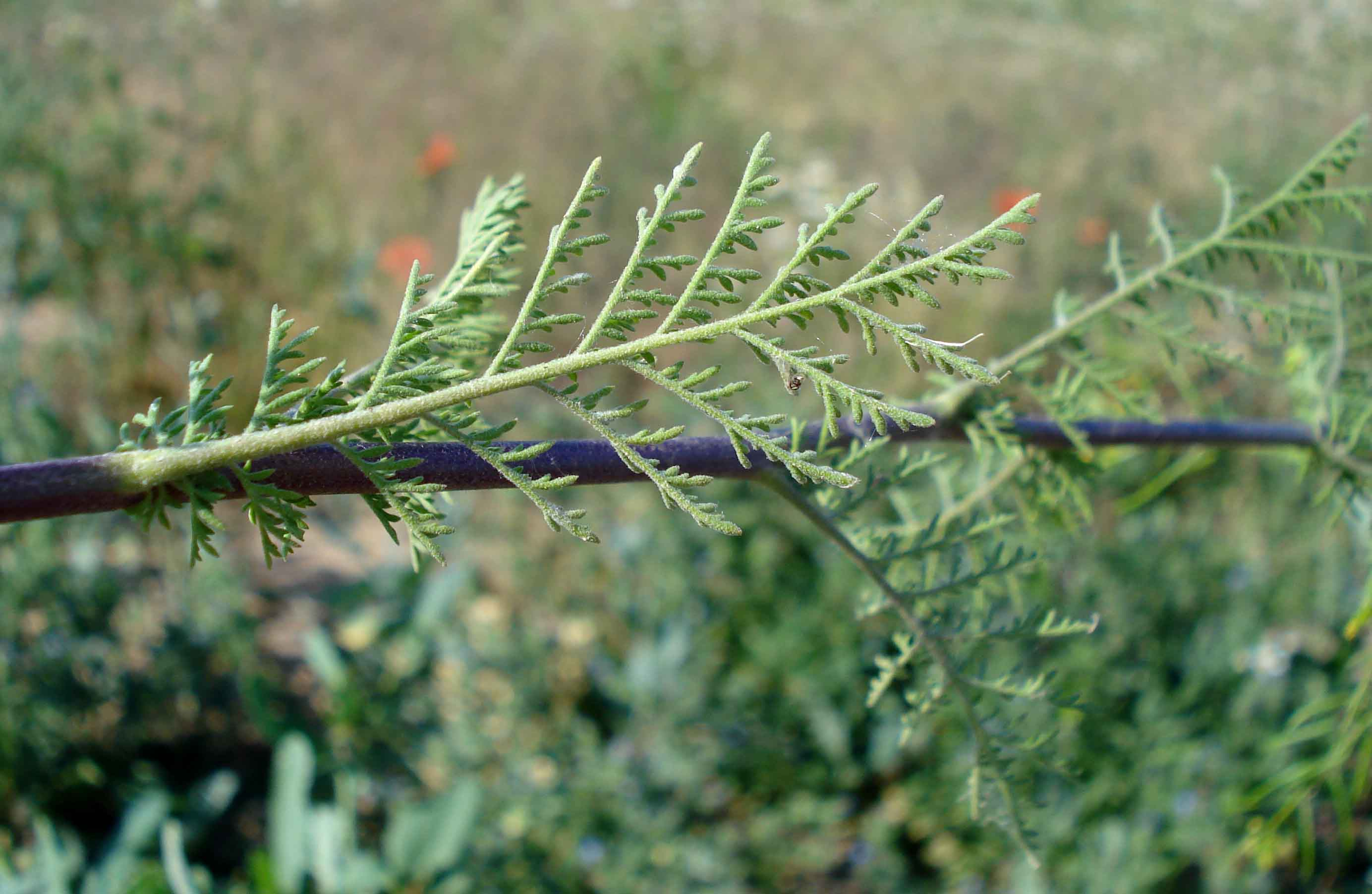
List lodyhy